# Iwan Czerniawski
Iwan Jeremijowycz Czerniawski (ukr. Іван Єремійович Чернявський, ros. Иван Еремеевич Чернявский, Iwan Jeriemiejewicz Czerniawski; ur. 4 sierpnia 1930 w Kuciwce, zm. w 2001) – radziecki lekkoatleta.

## Lata młodości
Czerniawski urodził się 4 sierpnia 1930 w Kuciwce w rejonie smiłańskim w wielodzietnej rodzinie. W 1937 wraz z rodziną przeprowadził się do wsi Makiejewka w tym samym rejonie, gdzie w 1946 ukończył szkołę średnią. W młodości uprawiał biegi narciarskie i boks. W rozwoju kariery przeszkodził mu atak Niemiec na ZSRR, po którym której jego ojciec i jeden z braci walczyli na froncie, a drugi został wzięty w niewolę przez Niemców. Po zakończeniu wojny pracował w Donieckim Zagłębiu Węglowym, a w 1950 wcielono go do wojska. Tam dostrzeżono jego talent lekkoatletyczny i zaproponowano mu posadę nauczyciela wychowania fizycznego, którą Czerniawski przyjął. W 1954 zaczął naukę w Kijowskim Instytucie Wychowania Fizycznego na kierunku lekkoatletyka.

## Kariera
W 1956 wystartował na igrzyskach olimpijskich, na których zajął 10. miejsce w biegu na 5000 m z czasem 14:22,4 s i 6. na 10000 m z czasem 29:31,6 s. Za występ na igrzyskach został odznaczony Orderem „Znak Honoru”. W 1963 zakończył karierę. Jest rekordzistą obwodu czerkaskiego w biegu na 10 000 m z czasem 29:14,0 s, ustanowionym w 1955.

## Losy po zakończeniu kariery
Po ukończeniu kijowskiego instytutu objął posadę kierownika działu edukacyjno-sportowego regionalnej rady DST "Kołchoźnik" w Równem. Następnie pracował jako nauczyciel wychowania fizycznego oraz trener w tym samym mieście. Był również wykładowcą w katedrze wychowania fizycznego na Ukraińskim Instytucie Inżynierów Gospodarki Wodnej. Zmarł w 2001.

## Upamiętnienie
Na cześć Czerniawskiego w obwodzie czerkaskim organizuje się maraton.

## Życie prywatne
W 1956 poślubił Rajisę Skrypnyk.